# 45 Park Place
45 Park Place (auch Park 51) ist ein in Bau befindlicher Wolkenkratzer in Manhattan in New York City. Bei dem rund 203 m hohen zukünftigen Wohnturm besteht seit Ende 2019 ein Baustopp.

## Beschreibung
45 Park Place befindet sich im Stadtteil Tribeca in Lower Manhattan unweit des World Trade Centers und dem Financial District in der Park Place zwischen Church Street und West Broadway. Das Gebäude hat 43 Etagen und soll 50 Eigentumswohnungen beherbergen, darunter 15, die eine ganze Etage einnehmen. In den unteren Geschossen ist Einzelhandel vorgesehen.
Der Wolkenkratzer entstand an Stelle der Gebäude an der Adresse 49–51 Park Place, darunter das „Cordoba House“ (Park 51), welches bei den Terroranschlägen am 11. September 2001 schwer beschädigt wurde. 2010 war dort zunächst der Bau einer Moschee und eines 13-stöckigen islamischen Begegnungszentrum vorgesehen, was aber wegen des nur einen Block entfernten World Trade Centers auf großen Widerstand bei einem Teil der Bevölkerung stieß. 2014 plante man dann ein dreistöckiges islamisches Kulturzentrum mit Gebetsraum, dessen Pläne 2015 wieder fallengelassen wurden, um schließlich den Wohnturm errichten zu können. Dessen Fertigstellung war anfangs für 2018 geplant.
Der Baubeginn des Wolkenkratzers fand 2017 statt und er erreichte im Juli 2019 mit 203,3 m (667 Fuß) seine Endhöhe. Ende 2019 wurde dem Bauprojekt ein Baustopp verhängt. Zu diesem Zeitpunkt besaß das Gebäude bereits zu etwa zwei Dritteln seine Glasfassade und die obersten Stockwerke waren im Rohbau kurz vor der Vollendung. Die Wiederaufnahme der Arbeiten und Fertigstellung von 45 Park Place stehen mit Stand Dezember 2024 noch nicht fest.